# Walter Nausch
Walter Nausch (Viena, 5 de febrero de 1907 - Obertraun, 11 de julio de 1957) fue un entrenador y futbolista austríaco que jugaba en la demarcación de centrocampista.

## Biografía
Debutó como futbolista en 1923 con el FK Austria Viena. Permaneció tan sólo dos años en el club, pero fue tiempo suficiente para hacerse con una Bundesliga y dos Copa de Austria. En 1925 dejó el club para fichar por el Wiener AC para las cuatro temporadas siguientes. En 1929 volvió al FK Austria Viena. Ganó tres Copa de Austria y dos Copa Mitropa. Finalmente en 1939 colgó las botas. Un año más tarde, el SC Young Fellows Juventus se hizo con sus servicios para el puesto de entrenador, ocupando el cargo durante ocho años. En 1948, se convirtió en el seleccionador de la selección de fútbol de Austria. Llegó a dirigir al equipo en la Copa Mundial de Fútbol de 1954, consiguiendo el tercer lugar tras perder en semifinales contra Alemania Federal y ganar en el partido de tercer y cuarto puesto contra Uruguay. Finalmente, tras dejar la selección en 1954, y entrenar durante un año más, al FK Austria Viena, se retiró como entrenador.
Falleció el 11 de julio de 1957 en Obertraun a los 50 años de edad tras sufrir un ataque al corazón.

## Selección nacional
Jugó un total de 39 partidos con la selección de fútbol de Austria entre 1929 y 1937, marcando además un gol. Hizo su debut el 27 de octubre de 1929 contra Suiza en un partido amistoso, y, aunque formase parte del combinado nacional durante la etapa y llegase a jugar un partido de clasificación para la Copa Mundial de Fútbol de 1934, no fue convocado para disputar dicho mundial. Su último partido con la selección fue contra Letonia el 5 de octubre de 1937 en un partido de clasificación para la Copa Mundial de Fútbol de 1938.

### Goles internacionales
| Núm. | Fecha               | Lugar          | Rival           | Gol | Resultado | Competición                          |
| ---- | ------------------- | -------------- | --------------- | --- | --------- | ------------------------------------ |
| 1    | 12 de abril de 1931 | Viena, Austria | República Checa | 1-0 | 2-1       | Copa Internacional de Europa Central |

## Clubes

### Como futbolista
| Club             | País    | Año         |
| ---------------- | ------- | ----------- |
| FK Austria Viena | Austria | 1923 - 1925 |
| Wiener AC        | Austria | 1925 - 1929 |
| FK Austria Viena | Austria | 1929 - 1938 |

### Como entrenador
| Club                           | País    | Año         |
| ------------------------------ | ------- | ----------- |
| SC Young Fellows Juventus      | Suiza   | 1940 - 1948 |
| Selección de fútbol de Austria | Austria | 1948 - 1954 |
| FK Austria Viena               | Austria | 1954 - 1955 |

## Palmarés

### Campeonatos nacionales
| Título          | Club             | País    | Año  |
| --------------- | ---------------- | ------- | ---- |
| Bundesliga      | FK Austria Viena | Austria | 1924 |
| Copa de Austria | FK Austria Viena | Austria | 1924 |
| Copa de Austria | FK Austria Viena | Austria | 1925 |
| Copa de Austria | FK Austria Viena | Austria | 1933 |
| Copa de Austria | FK Austria Viena | Austria | 1935 |
| Copa de Austria | FK Austria Viena | Austria | 1936 |

### Campeonatos internacionales
| Título       | Club             | País    | Año  |
| ------------ | ---------------- | ------- | ---- |
| Copa Mitropa | FK Austria Viena | Austria | 1933 |
| Copa Mitropa | FK Austria Viena | Austria | 1936 |